# Inno al Re

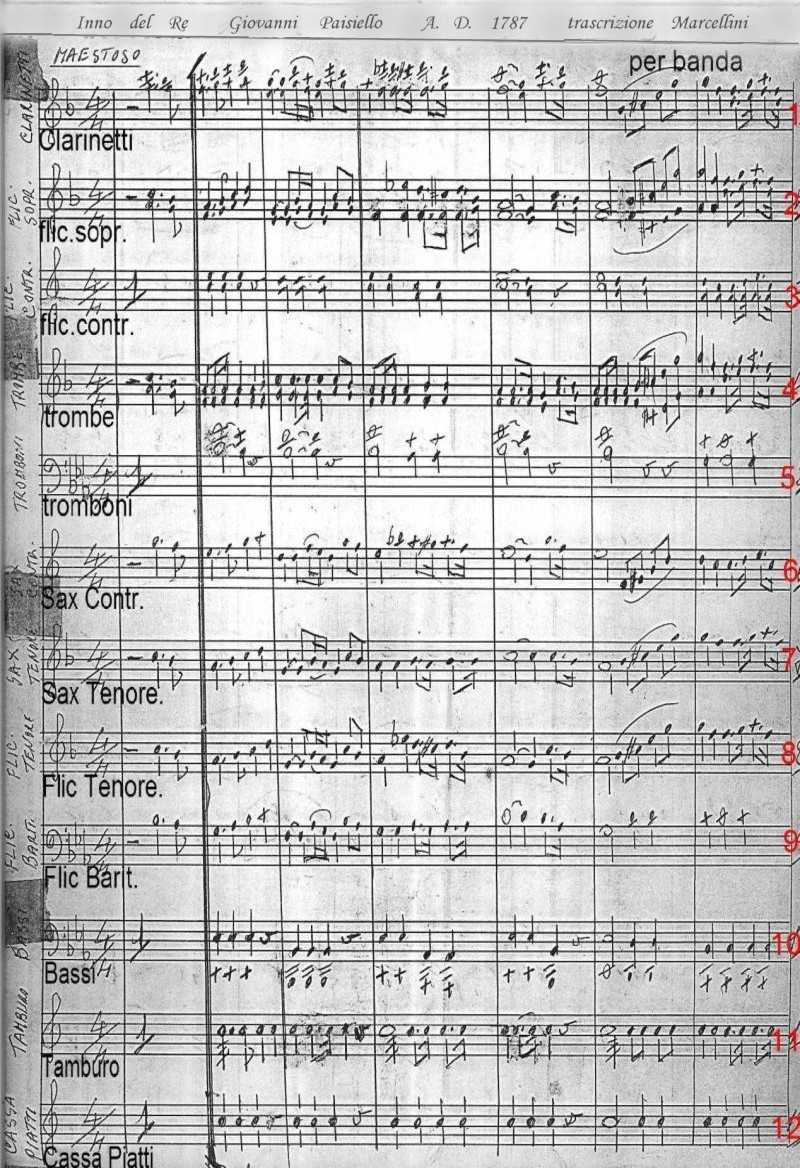
Partituur van van het volkslied van het Koninkrijk der Beide Siciliën

Inno al Re (Nederlands: Hymne voor de Koning) was het volkslied van het Koninkrijk der Beide Siciliën, een land in het zuiden van het huidige Italië dat bestond van 1816 tot 1861. Het lied is gecomponeerd door Giovanni Paisiello.

## Tekst
In de onderstaande weergave van de tekst van het volkslied kan de naam van Ferdinand worden vervangen door de naam van elke andere Bourbon-koning van de Beide Siciliën. De dubbele troon van zijn vaders verwijst naar het feit dat het Koninkrijk der Beide Siciliën was ontstaan uit de twee koninkrijken Napels en Sicilië.
| In het Italiaans | In het Nederlands |
| --- | --- |
| Iddio conservi il Re per lunga e lunga età come nel cor ci sta viva Fernando il Re! Iddio lo serbi al duplice trono dei Padri suoi Iddio lo serbi a noi! viva Fernando il Re! | God behoede de Koning voor een lange, lange tijd want hij is in onze harten lang leve Ferdinand, de Koning! God behoede hem voor de dubbele troon van zijn vaders God behoede hem voor ons lang leve Ferdinand, de Koning! |